# Pteridium aquilinum
Pteridium aquilinum (dớn) là một loài thực vật có mạch trong họ Dennstaedtiaceae. Loài này được (L.) Kuhn miêu tả khoa học đầu tiên năm 1879.
Dớn có phân bố nhiều ở Lâm Đồng, và cũng đã được bà con thu hái làm rau ăn với tên gọi là rau dớn.

## Hình ảnh

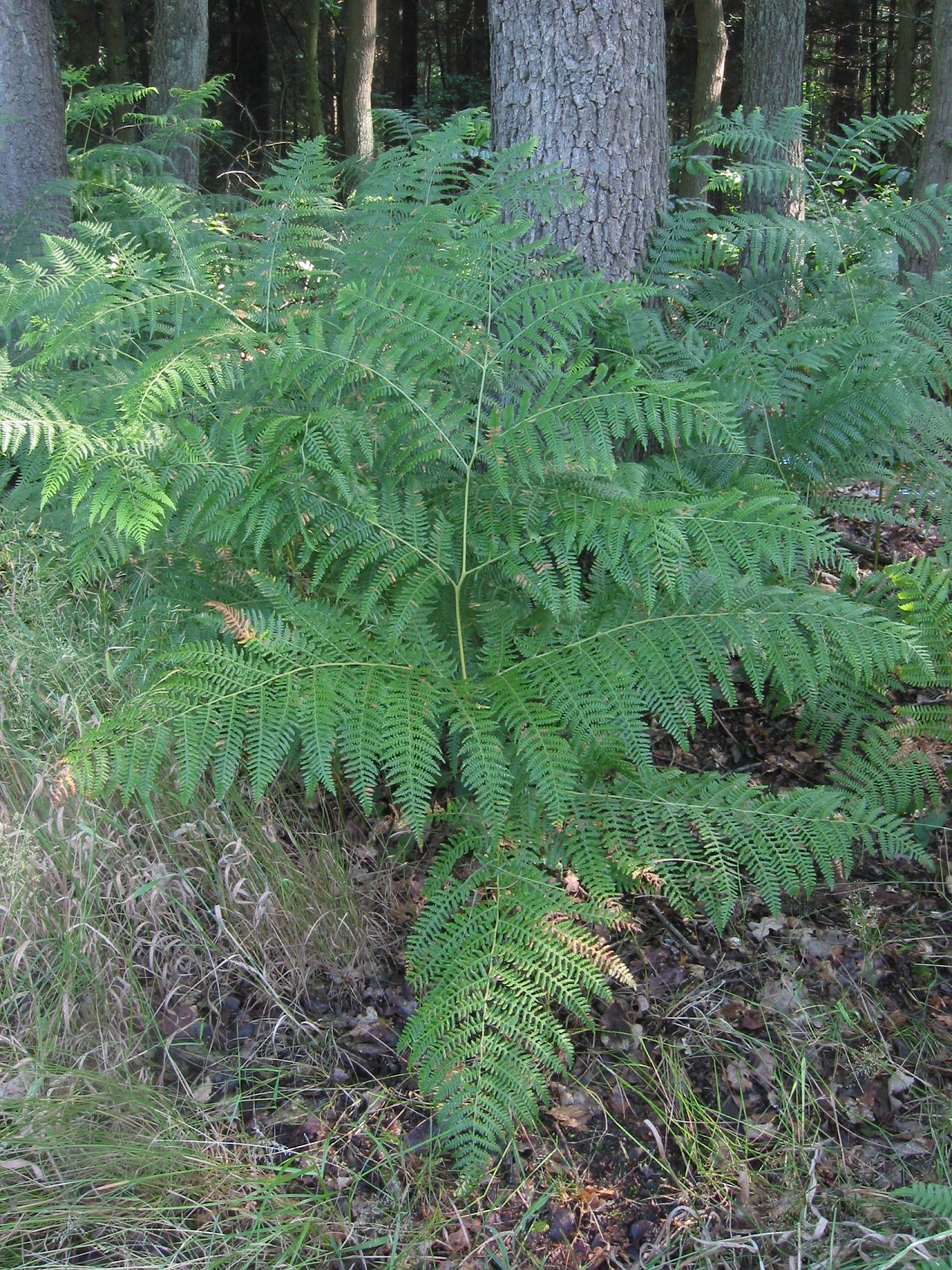
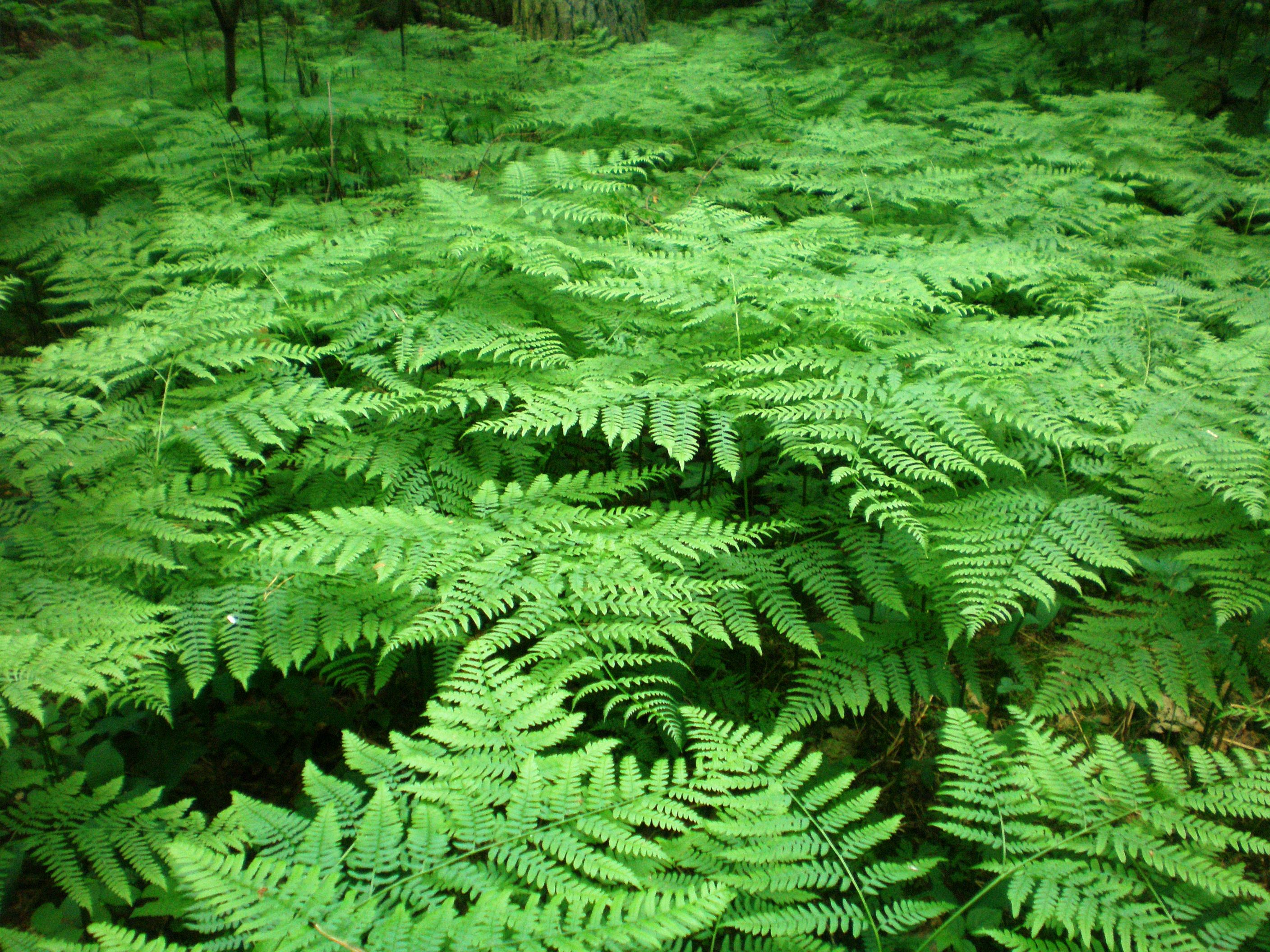
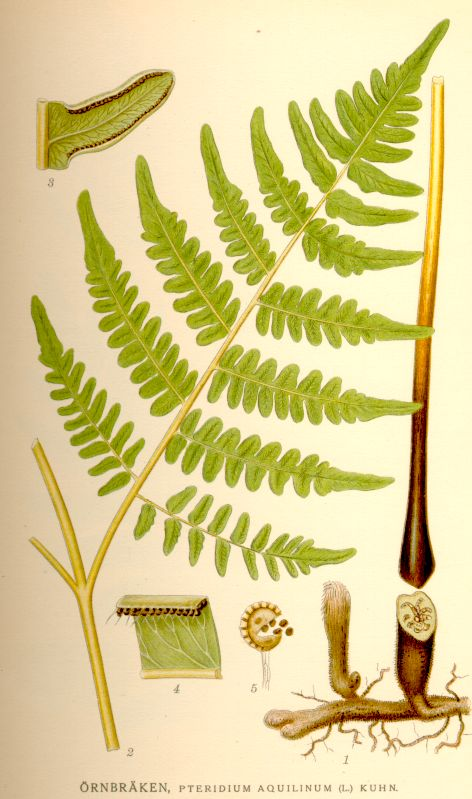